# Tirreno-Adriatico 2003
De Tirreno-Adriatico 2003 was de 38ste editie van deze Italiaanse  wielerwedstrijd, die van 13 tot en met 19 maart 2003 werd gehouden. De rittenkoers begon in Sabaudia, telde zeven etappes en een totale afstand van 1.081 kilometer. Van de 158 gestarte renners kwamen er 127 over de eindstreep. Vanwege barre weeromstandigheden (sneeuw en ijs) werd de vierde etappe geschrapt. Titelverdediger was de Nederlander Erik Dekker.

## Etappe-overzicht
| etappe | datum    | start                    | finish                   | afstand | winnaar          | klassementsleider |
| ------ | -------- | ------------------------ | ------------------------ | ------- | ---------------- | ----------------- |
| 1e     | 13 maart | Sabaudia                 | Sabaudia                 | 178 km  | Mario Cipollini  | Mario Cipollini   |
| 2e     | 14 maart | Sabaudia                 | Tarquinia                | 213 km  | Filippo Pozzato  | Filippo Pozzato   |
| 3e     | 15 maart | Tarquinia                | Foligno                  | 168 km  | Mario Cipollini  | Paolo Bettini     |
| 4e     | 16 maart | Foligno                  | Ortezzano                | 154 km  | Etappe geschrapt | Etappe geschrapt  |
| 5e     | 17 maart | Monte San Giusto         | Rapagnano                | 181 km  | Ruggero Marzoli  | Paolo Bettini     |
| 6e     | 18 maart | Teramo                   | Torricella               | 179 km  | Danilo Di Luca   | Danilo Di Luca    |
| 7e     | 19 maart | San Benedetto del Tronto | San Benedetto del Tronto | 162 km  | Óscar Freire     | Filippo Pozzato   |

## Eindklassementen
| Algemeen klassement |                 |                   |           |
| Plaats              | Naam            | Ploeg             | Tijd      |
| Blauwe trui         | Filippo Pozzato | Quick Step        | 29u45'33" |
| 2                   | Danilo Di Luca  | Saeco             | +00'04"   |
| 3                   | Ruggero Marzoli | Alessio           | +00'12"   |
| 4                   | Michael Boogerd | Rabobank          | +00'13"   |
| 5                   | Paolo Bettini   | Quick Step        | +00'21"   |
| 6                   | Markus Zberg    | Team Gerolsteiner | z.t.      |
| 7                   | Andreas Klöden  | Team Telekom      | +00'22"   |
| 8                   | Erik Zabel      | Team Telekom      | +00'23"   |
| 9                   | Luca Paolini    | Quick Step        | +00'27"   |
| 10                  | Andrea Noè      | Alessio           | +00'33"   |
|                     |                 |                   |           |
| 28                  | Peter Farazijn  | Cofidis           | +00'40"   |

| Puntenklassement |                 |                        |        |
| Plaats           | Naam            | Ploeg                  | Punten |
| Groene trui      | Paolo Bettini   | Quick Step             | 45     |
| 2                | Mario Cipollini | Domina Vacanze-Elitron | 34     |
| 3                | Danilo Di Luca  | Saeco                  | 34     |

| Bergklassement |                   |                        |        |
| Plaats         | Naam              | Ploeg                  | Punten |
| Rode trui      | Elio Aggiano      | Formaggi Pinzolo Fiavè | 13     |
| 2              | Fortunato Baliani | Formaggi Pinzolo Fiavè | 8      |
| 3              | Bo Hamburger      | Formaggi Pinzolo Fiavè | 5      |

| Ploegenklassement |              |           |
| Plaats            | Ploeg        | Tijd      |
|                   | Alessio      | 89u17'29" |
| 2                 | Team Telekom | +00'19"   |
| 3                 | iBanesto.com | +00'30"   |

1966 · 1967 · 1968 · 1969 · 1970 · 1971 · 1972 · 1973 · 1974 · 1975 · 1976 · 1977 · 1978 · 1979 · 1980 · 1981 · 1982 · 1983 · 1984 · 1985 · 1986 · 1987 · 1988 · 1989 · 1990 · 1991 · 1992 · 1993 · 1994 · 1995 · 1996 · 1997 · 1998 · 1999 · 2000 · 2001 · 2002 · 2003 · 2004 · 2005 · 2006 · 2007 · 2008 · 2009 · 2010 · 2011 · 2012 · 2013 · 2014 · 2015 · 2016 · 2017 · 2018 · 2019 · 2020 · 2021 · 2022 · 2023 · 2024· 2025